# 施特伦贝格
施特伦贝格是奥地利下奥地利州阿姆施泰滕县的一个市镇。总面积37.09平方公里，总人口2053人，人口密度55.4人/平方公里（2005年）。